# Iyo Sky
Masami Odate (大館昌美 Ōdate Masami; Kamakura, 8 de maio de 1990) é uma lutadora profissional japonesa. Ela trabalha atualmente para a WWE, na marca Raw sob o nome de ringue Iyo Sky (イヨ・スカイ Iyo Sukai) (estilizado em letras maiusculas). Ela venceu por duas vezes o Campeonato de Duplas Femininas da WWE com Dakota Kai, além de ter vencido por uma ocasião a luta Money in the Bank feminina, o Campeonato Feminino da WWE e o Campeonato Mundial Feminino. Ela lutou anteriormente no território de desenvolvimento da WWE, o NXT sob o nome de ringue Io Shirai (紫雷 イオ Shirai Io), onde ela conquistou o Campeonato Feminino do NXT e o Campeonato de Duplas Femininas do NXT com Zoey Stark.
Ela também é conhecida por sua passagem pela World Wonder Ring Stardom (Stardom), onde conquistou duas vezes o Wonder of Stardom Championship, seis vezes o Artist of Stardom Championship, duas vezes o World of Stardom Championship, além de ter sido a campeã inaugural do SWA World Championship. Também venceu uma vez o Goddesses of Stardom Championship e o High Speed Championship. Ela foi reconhecida como a "ace" da Stardom, e recebeu os Grandes Prêmios Joshi Puroresu da Tokyo Sports de 2015, 2016 e 2017.
Fazendo sua estreia em março de 2007, ela passou vários anos trabalhando como uma lutadora de duplas, juntando-se a sua irmã mais velha, Mio, com quem lutou por várias promoções no Japão e no México, vencendo o TLW World Young Women's Tag Team Championship no processo. Em junho de 2010, ela e sua irmã se juntaram a Kana para formar o grupo Triple Tails, que durou 15 meses, antes de Io sair do grupo e embarcar em sua carreira individual no Stardom. Io rapidamente se tornou uma das principais estrelas da promoção e, em abril de 2013, ganhou o título principal da empresa, o World of Stardom Championship, que conquistou duas vezes, com cada reinado durando mais de um ano. Ela trabalhou para a Stardom de 2011 a 2018, quando ela assinou com a WWE.

## Carreira na luta livre profissional

### WWE

#### Assinatura e Mae Young Classic (2017–2018)
Em outubro de 2016, o Wrestling Observer Newsletter informou que Shirai e Kairi Hojo foram contatadas e tiveram contratos oferecidos pela WWE, a partir de 2017. Alegadamente, Shirai informou à administração da Stardom que ela estava aceitando a oferta. Em março de 2017, Shirai participou de um teste da WWE no WWE Performance Center em Orlando, Flórida. Seu teste não deveria ter sido divulgado, mas devido a um problema de comunicação, ela apareceu no site oficial da WWE em um artigo que foi retirado pouco depois. Após o teste, Shirai confirmou que lhe foi oferecido um contrato.
Em 15 de maio de 2017, Dave Meltzer do Wrestling Observer Newsletter relatou que Shirai havia aceitado a oferta de contrato da WWE. No mês seguinte, foi relatado que um exame médico da WWE descobriu uma lesão no pescoço que atrasaria a estreia de Shirai na WWE. Em agosto, Meltzer relatou que assim quando os médicos liberaram Shirai para retornar ao ringue, a WWE rescindiu sua oferta de contrato, observando que a empresa tinha uma "regra geral de não querer trazer novos talentos que tenham problemas de concussão ou problemas no pescoço". Mais tarde, foi relatado que o exame médico também encontrou um problema no coração de Shirai. Os médicos japoneses deram liberação para Shirai lutar tanto para o coração quanto para o pescoço, mas os médicos da WWE sugeriram que ela não fosse contratada. Seis meses depois, em 28 de maio de 2018, a Tokyo Sports informou que Shirai estava em conversas com a WWE. Em 29 de maio, Shirai anunciou que deixaria a Stardom.
Shirai fez sua primeira aparição oficial pela promoção em 30 de junho de 2018, no evento ao vivo da WWE em Ryōgoku Kokugikan, onde foi anunciado que ela havia assinado com a promoção e estaria competindo em sua marca de desenvolvimento, NXT. Shirai participou do torneio Mae Young Classic 2018. Em 8 de agosto, Shirai derrotou Xia Brookside na primeira rodada do torneio em sua luta de estreia na WWE. No dia seguinte, em 9 de agosto, Shirai derrotou Zeuxis na segunda rodada, Deonna Purrazzo nas quartas de final e Rhea Ripley nas semifinais. Na final, realizada no WWE Evolution em 28 de outubro, Shirai foi derrotada por Toni Storm.

#### NXT (2018–2022)
Em sua primeira aparição pelo NXT, Shirai estreou em 17 de novembro de 2018, no TakeOver: WarGames, onde ela e Dakota Kai salvaram sua melhor amiga Kairi Sane durante sua luta contra Shayna Baszler de um ataque de suas aliadas Jessamyn Duke e Marina Shafir. Ela fez sua estreia no episódio de 19 de dezembro do NXT, onde se juntou a Kai e derrotou Duke e Shafir em uma luta de duplas. Na semana seguinte, Shirai competiu em uma luta fatal four-way para determinar a desafiante número um ao Campeonato Feminino do NXT, no entanto, o combate foi vencido por Bianca Belair. Pouco depois, com Kai afastada dos ringues devido a uma lesão, Shirai continuou lutando com Sane, formando uma dupla conhecida como "The Sky Pirates", com as duas derrotando várias equipes.

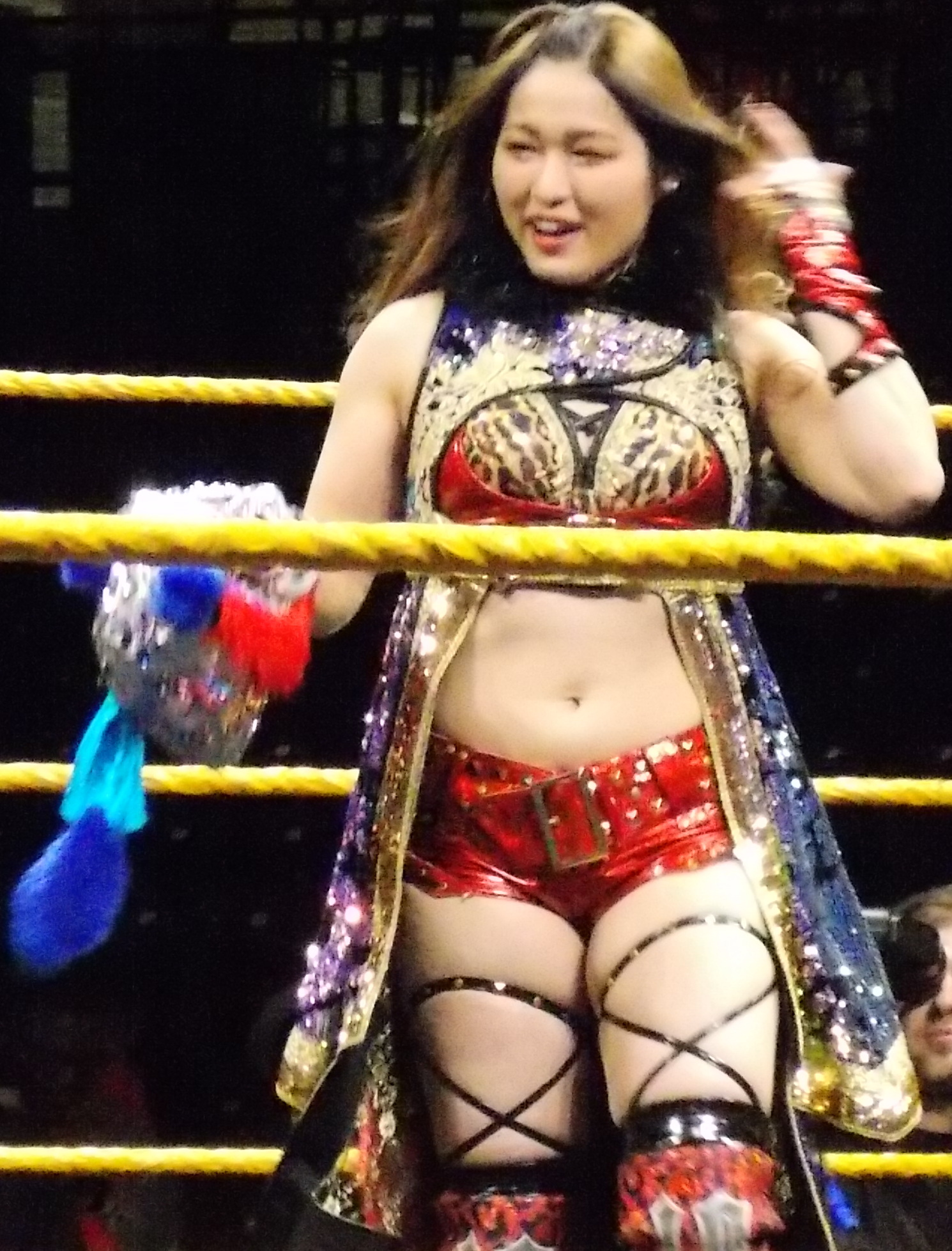
Shirai em 2019.

Em 5 de abril de 2019, no TakeOver: New York, Shirai e Sane participaram de uma luta fatal four-way pelo Campeonato Feminino do NXT, no entanto, ambas não tiveram sucesso em conquistar o título, já que Baszler finalizou Bianca Belair para reter o título. Apenas seis dias depois, em 11 de abril (episódio gravado, exibido com atraso em 17 de abril), Shirai interferiu na revanche de Sane contra Baszler, atacando a última enquanto ela tentava ferir Sane, resultando em uma derrota por desqualificação para Sane. Como resultado, Sane não foi mais autorizada a disputar o Campeonato Feminino do NXT, o que foi uma forma de descartá-la do programa.
Após a mudança de Sane para o plantel principal e a dissolução das The Sky Pirates, Shirai continuou sua rivalidade com Baszler, Duke e Shafir enquanto as três a atacavam continuamente. Isso levou a uma luta pelo título entre Shirai e Baszler pelo Campeonato Feminino do NXT no TakeOver: XXV em 1 de junho de 2019, onde Shirai não conseguiu ganhar o título, apesar da interferência e ataque de Candice LeRae a Duke e Shafir. No episódio de 26 de junho do NXT, Shirai recebeu uma revanche contra Baszler em uma luta steel cage, novamente falhando em conquistar o título. Após a luta, Shirai atacou LeRae (que mais uma vez impediu Duke e Shafir de agirem), virando heel no processo. No verão, Shirai desenvolveu uma nova imagem, adotando um novo tema de entrada e vestindo roupas de couro preto. Shirai continuou sua rivalidade com LeRae, que culminou em uma luta no TakeOver: Toronto em 10 de agosto, onde Shirai derrotou LeRae por submissão.
Três meses depois, Shirai se juntou ao time de Shayna Baszler para a luta WarGames feminina no TakeOver: WarGames em 23 de novembro, onde o time de Baszler perdeu para Ripley e Candice LeRae, apesar de ter tido uma vantagem de 4 contra 2. Na noite seguinte, no Survivor Series, Shirai competiu como parte do Time NXT, na primeira luta 5-contra-5 feminina da história do Survivor Series, onde seu time venceu e ela foi uma das sobreviventes. Durante uma luta contra Toni Storm em 22 de janeiro de 2020, no episódio do NXT, Shirai sofreu uma pequena lesão que a manteve fora de ação por dois meses.
Shirai retornou no episódio de 25 de março do NXT, derrotando Aliyah e também se classificando para uma luta de escadas que determinaria a desafiante número um ao título feminino do NXT. No episódio de 8 de abril do NXT, Shirai venceu a luta de escadas por uma oportunidade contra a nova campeã feminina do NXT, Charlotte Flair. Ela recebeu sua luta pelo título no episódio de 6 de maio do NXT, na qual ela venceu por desqualificação, após Flair atacá-la com um bastão de kendo. Ao longo de maio, Shirai entrou na rivalidade de Flair com Ripley (a quem Flair derrotou para ganhar o título na WrestleMania 36), o que levou a uma luta triple threat no TakeOver: In Your House. No evento em 7 de junho, Shirai derrotou Flair e Ripley para conquistar o Campeonato Feminino do NXT, vencendo seu primeiro título na WWE. Em 2 de julho, Shirai derrotou Sasha Banks em uma luta sem o título em jogo no episódio especial do NXT, The Great American Bash. Durante o verão, Shirai lentamente fez a transição de heel para uma tweener e defendeu com sucesso seu título contra Tegan Nox e Dakota Kai em 22 de agosto no TakeOver XXX. Em setembro, Shirai retomou sua rivalidade com Candice LeRae. Em 4 de outubro no TakeOver 31, Shirai manteve seu título contra LeRae, e reteve novamente na primeira luta Tables, Ladders, and Scares da história, no Halloween Havoc, em 28 de outubro. No episódio de 18 de novembro do NXT, Shirai manteve seu título com sucesso contra Rhea Ripley. No TakeOver: WarGames em 6 de dezembro, Shirai fez parte do Time Blackheart (ela mesma, Shotzi Blackheart, Rhea Ripley e Ember Moon), perdendo para o Time LeRae (Candice LeRae, Toni Storm, Dakota Kai e Raquel González) após Shirai sofrer o pin de González. Em 14 de fevereiro de 2021, no TakeOver: Vengeance Day, Shirai derrotou Mercedes Martinez e Toni Storm em uma luta triple threat para reter o Campeonato Feminino do NXT. No episódio de 10 de março do NXT, Shirai foi desafiada por Storm pelo título, onde fez mais uma defesa bem sucedida. Em 7 de abril, na luta principal da Noite 1 do TakeOver: Stand & Deliver, ela perdeu o título para Raquel González, encerrando seu reinado em 304 dias.
Shirai retornou no episódio de 8 de junho do NXT. Nas semanas seguintes, Shirai aliou-se a Zoey Stark como uma dupla. No episódio de 29 de junho do NXT, elas venceram uma luta triple threat para se tornarem as desafiantes número um ao Campeonato de Duplas Femininas do NXT. No The Great American Bash em 6 de julho, Shirai e Stark derrotaram The Way (Candice LeRae e Indi Hartwell) para ganharem os títulos. No episódio de 7 de setembro do NXT, elas defenderam seu campeonato em uma luta pelo título contra a equipe de Kacy Catanzaro e Kayden Carter. Elas mantiveram seus títulos com sucesso em uma luta contra Toxic Attraction (Gigi Dolin e Jacy Jayne) no episódio de 28 de setembro do NXT. No Halloween Havoc em 26 de outubro, em uma luta Scareway to Hell triple threat de escadas contra a Toxic Attraction e a equipe de Indi Hartwell e Persia Pirotta, elas perderam para a Toxic Attraction, terminando o reinado em 111 dias.
No WarGames em 5 de dezembro, Shirai se juntou a Cora Jade, Kay Lee Ray e Raquel González, derrotando Dakota Kai e Toxic Attraction em uma luta WarGames. Em 2022, Shirai aliou-se a Kay Lee Ray após salvá-la de um ataque da Toxic Attraction. Como dupla, elas entraram no Women's Dusty Rhodes Tag Team Classic. Elas derrotaram a equipe de Amari Miller e Lash Legend na primeira rodada, Kacy Catanzaro e Kayden Carter nas semifinais e Wendy Choo e Dakota Kai na final para vencerem o torneio. Shirai e Ray então decidiram desafiar Mandy Rose pelo Campeonato Feminino do NXT no Stand & Deliver ao invés de desafiarem as campeãs de duplas Dolin e Jayne. No evento em 2 de abril, eles não tiveram sucesso na conquista do título. Em junho, foi relatado que Shirai estava fora de ação devido a uma lesão.

#### Damage CTRL (2022–presente)

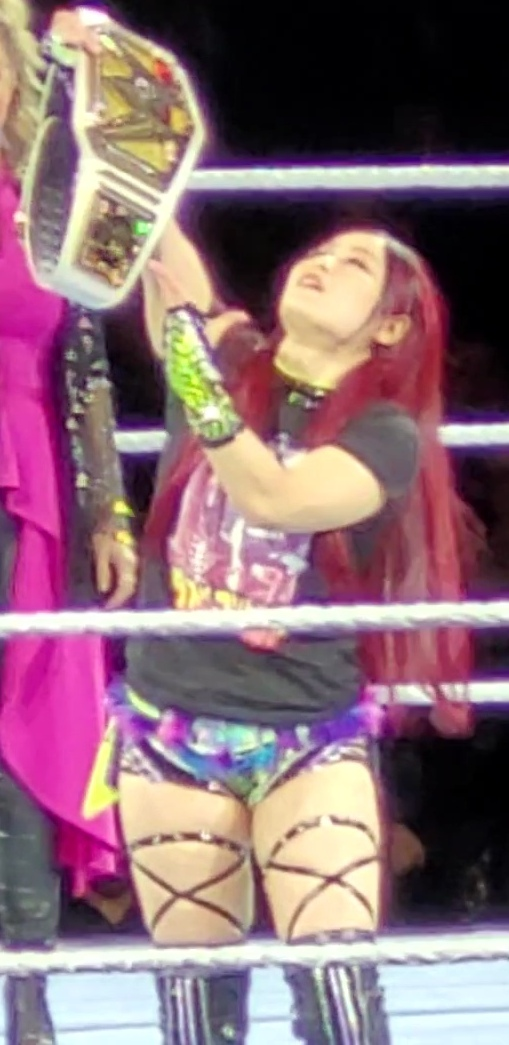
Sky como a campeã feminina da WWE em outubro de 2023.

Em 30 de julho de 2022, Shirai retornou de lesão no SummerSlam ao lado de Bayley e Kai, com as três sendo aliadas e confrontando a campeã feminina do Raw Bianca Belair. Shirai foi apresentada sob o novo nome de ringue Iyo Sky e posteriormente juntou-se à marca Raw como uma heel. No episódio seguinte do Raw, o trio definiu como alvo e atacou Becky Lynch, Alexa Bliss e Asuka. A luta de estreia de Sky foi contra Belair em um combate sem o título em jogo, que acabou sem resultado devido à interferência de Asuka, Bliss, Kai e Bayley entrando no ringue e iniciando uma briga. Na semana seguinte, o trio desafiou Asuka, Belair e Bliss para uma luta de trios no Clash at the Castle. Sky e Kai então participaram do Torneio pelo Campeonato de Duplas Femininas da WWE, vencendo a primeira rodada e a semifinal, mas não tiveram sucesso em vencer a final e o título. No Clash at the Castle em 3 de setembro, o grupo de Sky, Bayley e Kai foi nomeado Damage CTRL e derrotou a equipe de Belair. No episódio do Raw em 12 de setembro, Sky e Kai derrotaram as campeãs de duplas femininas Aliyah e Raquel Rodriguez em uma revanche para conquistar o campeonato. No episódio do Raw em 31 de outubro, elas perderam seus títulos para a equipe de Asuka e Bliss, terminando o reinado de ambas em 48 dias. Sky e Kai recuperaram os títulos em uma revanche em 5 de novembro no Crown Jewel. No Survivor Series WarGames em 26 de novembro, Damage CTRL, Rhea Ripley e Nikki Cross perderam para Belair, Asuka, Bliss, Mia Yim e Becky Lynch em uma luta WarGames. No episódio de 16 de dezembro do SmackDown, Sky e Kai mantiveram seus títulos contra Liv Morgan e Tegan Nox.
Em 28 de janeiro de 2023, Sky participou da luta Royal Rumble feminina no evento de mesmo nome, eliminando cinco lutadoras, com quatro sendo eliminadas por ela, Bayley e Kai, antes de ser eliminada por Lynch. No episódio do Raw em 27 de fevereiro, Sky e Kai perderam o Campeonato de Duplas Femininas para Lynch e Lita, encerrando o segundo reinado de ambas em 114 dias. A rivalidade resultou em uma luta de trios mulheres na WrestleMania 39 em 1º de abril, onde Lynch, Lita e Trish Stratus derrotaram a Damage CTRL. No episódio do Raw em 10 de abril, Sky venceu uma luta triple threat contra Yim e Piper Niven para se tornar a desafiante número um ao Campeonato Feminino do Raw contra Bianca Belair no Backlash em 6 de maio, onde ela não conseguiu conquistar o título.
Como parte do Draft da WWE de 2023, a Damage CTRL foi transferida para a marca SmackDown. Sky derrotou Shotzi no episódio de 9 de junho do SmackDown para se qualificar para a luta Money in the Bank feminina no evento homônimo em 1º de julho. Durante a luta, Bayley impediu Sky de pegar a maleta do Money in the Bank. Em retaliação, Sky algemou Bayley e Becky Lynch antes de pegar a maleta. Em 5 de agosto no SummerSlam, Sky fez o cash-in do seu contrato Money in the Bank em Bianca Belair após uma luta triple threat envolvendo Asuka e Charlotte Flair, para conquistar seu primeiro Campeonato Feminino da WWE. No episódio de 25 de agosto do SmackDown, Sky defendeu com sucesso seu título contra Zelina Vega em sua primeira defesa de título. No Fastlane em 7 de outubro, Sky manteve seu título contra Asuka e Flair em uma luta triple threat. No episódio de 20 de outubro do SmackDown, Sky manteve o título contra Flair, antes de ser atacada por Belair, que fez seu retorno após a luta. Isso levou a uma luta pelo título em 4 de novembro no Crown Jewel, onde Sky manteve seu título contra Belair com a ajuda de Kairi Sane, que fez seu retorno. No Survivor Series WarGames em 25 de novembro, a Damage CTRL (que agora incluía Sane e Asuka) foi derrotada por Belair, Flair, Lynch e Shotzi em uma luta WarGames, após Lynch fazer o pin em Bayley. No SmackDown: New Year's Revolution em 5 de janeiro de 2024, Sky derrotou Mia Yim para manter seu título. Depois que Bayley, sua companheira de grupo, venceu a luta Royal Rumble feminina de 2024, Sky e o resto do Damage CTRL se voltaram contra Bayley depois que ela os confrontou por falar sobre ela pelas costas, expulsando-a do grupo. Bayley então anunciou que desafiaria Sky pelo Campeonato Feminino da WWE Women's Championship na WrestleMania XL. Na noite 2 da WrestleMania XL em 7 de abril, Sky perdeu seu título para Bayley, encerrando seu reinado em 246 dias.
Como parte do Draft da WWE de 2024, Sky foi transferida para a marca Raw com o resto do Damage CTRL. Em maio, Sky competiu no torneio Queen of the Ring, derrotando Natalya na primeira rodada e Shayna Baszler nas quartas de final, sendo derrotada por Lyra Valkyria nas semifinais. No episódio do Raw em 17 de junho, Sky derrotou Kiana James e Zelina Vega em uma luta triple threat para se qualificar para a luta Money in the Bank no evento homônimo. No evento, em 6 de julho, ela não teve sucesso em ganhar a maleta, que foi vencida por Tiffany Stratton. Sky iria se tornar face junto com o resto do Damage CTRL no episódio do Raw, em 29 de julho de 2024, quando elas começaram uma rivalidade com Shayna Baszler, Zoey Stark e sua nova aliada que estava de retorno, Sonya Deville.

## Persona, recepção e legado
Odate declarou que sua personalidade na luta profissional é inspirada em Rey Mysterio. Em 2016, Dave Meltzer do Wrestling Observer Newsletter referiu-se a Odate e suas compatriotas Kairi Sane e Mayu Iwatani como "três das melhores lutadoras do mundo".

## Outras mídias
Em março de 2017, Odate foi destaque na revista Weekly Playboy. Odate como Io Shirai e Iyo Sky é uma personagem jogável nos videogames WWE 2K20, WWE 2K22, WWE 2K23 e WWE 2K24.

## Vida pessoal
Odate já esteve um relacionamento com o também lutador profissional Kazushige Nosawa. Os dois moravam juntos em Koto, Tóquio. Ela é fã de Hiroshi Tanahashi e Momoiro Clover Z.
Em 23 de maio de 2012, Odate e Nosawa foram presos no Aeroporto Internacional de Narita, em Narita, Chiba, ao retornarem do México, sob suspeita de tentar contrabandear 75 gramas de maconha, escondidos dentro de pinturas dos dois, para o país. Tanto Odate quanto Nosawa negaram as acusações, alegando que as pinturas eram presentes de fãs. Odate foi liberada de um centro de detenção em 12 de junho. Em 21 de junho, Odate realizou uma conferência de imprensa, pedindo desculpas publicamente aos seus fãs, empregadores e colegas de trabalho, ao mesmo tempo que negou novamente as acusações. Odate também revelou que não havia pensado em se aposentar, mas queria trabalhar novamente e reconquistar a confiança de seus colegas e fãs, ao mesmo tempo que revelou que ela e Nosawa haviam terminado o relacionamento. Em 28 de junho, o Ministério Público do Japão decidiu não processar Odate pelo incidente.

## Títulos e prêmios
- JWP Joshi Puroresu

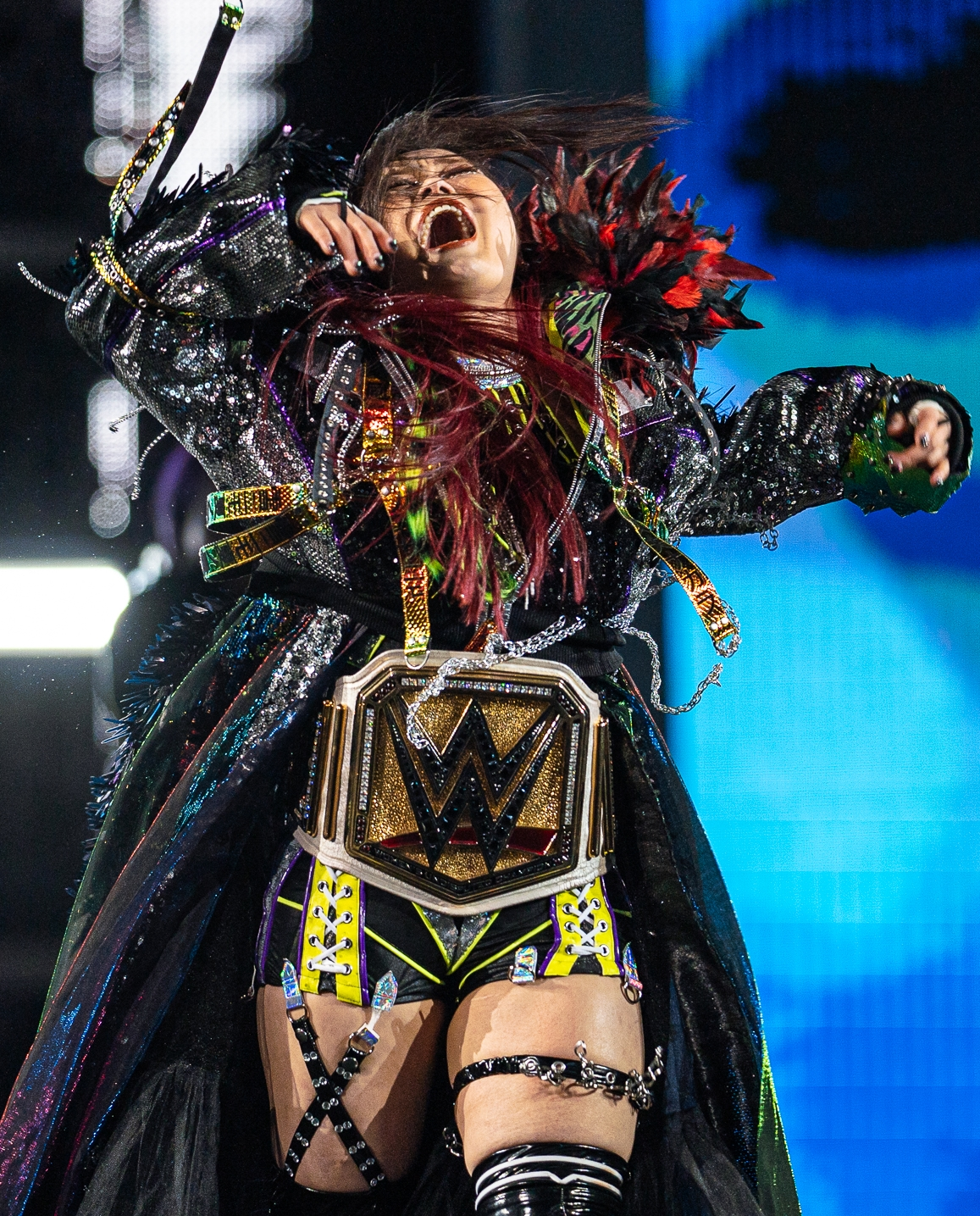
Sky foi uma vez campeã feminina da WWE.

Sky foi uma vez campeã mundial feminina.

  - 5th Junior All Star Photogenic Award (2007) – com Mio Shirai
- Pro Wrestling Illustrated
  - PWI a colocou na #4ª posição das 100 melhores lutadoras individuais no PWI Women's 100 em 2018[154]
- Pro Wrestling Wave
  - TLW World Young Women's Tag Team Championship (1 vez) – com Mio Shirai
  - Torneio Captain's Fall Six Person Tag Team (2009) – com Gami e Mio Shirai
  - Torneio TLW World Young Women's Tag Team (2009) – com Mio Shirai
- Sports Illustrated
  - Sports Illustrated a colocou na #4ª posição entre os 10 melhores lutadores em 2020[155]
- Tokyo Sports
  - Joshi Puroresu Grand Prize (2015, 2016 e 2017)[12]
- World Wonder Ring Stardom
  - Artist of Stardom Championship (6 vezes) – com Mayu Iwatani e Takumi Iroha (1), Kairi Hojo e Mayu Iwatani (1), HZK e Momo Watanabe (1), AZM e HZK (2) e HZK e Viper (1)
  - Goddesses of Stardom Championship (1 vez) – com Mayu Iwatani
  - High Speed Championship (1 vez)
  - SWA World Championship (1 vez)
  - Wonder of Stardom Championship (2 vezes)
  - World of Stardom Championship (2 vezes)
  - Primeira campeã Grand Slam[12]
  - Artist of Stardom Championship Tournament (2017) – com AZM e HZK
  - Torneio Goddesses of Stardom Championship (2015) – com Mayu Iwatani
  - Goddesses of Stardom Tag League (2015) – com Mayu Iwatani
  - Red Belt Challenger Tournament (2013)
  - SWA World Championship Tournament (2016)
  - 5★Star GP (2014)
  - 5★Star GP (4 vezes)
    - 5★Star GP Prêmio de Melhor Luta (2015) vs. Mayu Iwatani em 23 de agosto
    - 5★Star GP Prêmio de Melhor Luta (2016) vs. Kairi Hojo em 3 de setembro[156]
    - 5★Star GP Prêmio de Lutadora Mais Técnica (2013, 2017)[157]

  - Stardom Year-End Awards (8 vezes)
    - Prêmio de Melhor Luta (2015) vs. Meiko Satomura em 23 de dezembro[158]
    - Prêmio de Melhor Luta (2016) vs. Mayu Iwatani em 22 de dezembro[159]
    - Prêmio de Melhor Luta (2018) com Mayu Iwatani vs. Kagetsu e Hazuki em 17 de junho[160]
    - Prêmio de Melhor Dupla (2015) com Mayu Iwatani[158]
    - Prêmio de MVP (2013, 2014, 2016)[159][161]
    - Prêmio de Desempenho Extraordinário (2017)[162]
- WWE
  - Campeonato Feminino da WWE (1 vez)[163]
  - Campeonato Mundial Feminino (1 vez)[164]
  - Campeonato de Duplas Femininas da WWE (2 vezes) – com Dakota Kai[111]
  - Campeonato Feminino do NXT (1 vez)[85]
  - Campeonato de Duplas Femininas do NXT (1 vez) – com Zoey Stark[93]
  - Money in the Bank feminino (2023)
  - Women's Dusty Rhodes Tag Team Classic (2022) – com Kay Lee Ray[98]
  - NXT Year-End Award (3 vezes)
    - Futura Estrela do NXT (2018)[165]
    - Competidora Feminina do Ano (2020)[166]
    - Competidora Geral do Ano (2020)[166]
- Outros títulos
  - Americas World Mixed Tag Team Championship (1 vez) – com Nosawa